# Peter Peterson
Peter Peterson, född 21 november 1866 i Fryksände socken, död 3 juni 1941 i Chicago, var en svenskamerikansk präst.
Peter Peterson var son till lantbrukaren Per Persson. Tillsammans med sina föräldrar utvandrade han till USA 1869. Han utexaminerades 1892 från det svenska Gustavus Adolphus College i St. Peter, Minnesota, och diplomerades vid Augustana Theological Seminary och prästvigdes. Samma år for han som missionär till Ogden. Han verkade fram till 1918 i flera viktiga församlingar, bland annat i Immanuelskyrkan i Chicago. 1919 blev han president för Illinois Conference of the Evangelical Lutheran Augustana Synod of North America. Hans ledarskapsförmåga kom att tas i anspråk för ett stort antal institutioner och kommittéer. han bidrog med artiklar i religiösa tidskrifter som Augustana Theological Quarterly och Ungdomsvännen.